# Mycomya pictithorax
Mycomya pictithorax är en tvåvingeart som först beskrevs av Frederick Askew Skuse 1890.  Mycomya pictithorax ingår i släktet Mycomya och familjen svampmyggor. Inga underarter finns listade i Catalogue of Life.